# En apa som liknar dig
En apa som liknar dig är det femte soloalbumet av den svenske artisten Olle Ljungström. Skivan släpptes 17 mars 2000.
Låtarna "En apa som liknar dig," "Sthlm Sthlm" samt "Jag och Sverige" släpptes som singlar.

## Produktion
Materialet på skivan En apa som liknar dig skrevs och spelades in under en intensiv period hösten och julen 1999. I en intervju med Göteborgs-Posten 9 augusti 1999 avslöjade Olle Ljungström att han skulle spela in sitt femte soloalbum men att inte "en enda ny låt eller textrad" var skriven än så länge. Fem månader senare, januari 2000 lär dock det mesta av materialet på skivan ha varit färdigställt. Skivan spelades in i Soundtrade Studio och Tomat Studio, Stockholm, under Simon Nordberg och Heinz Liljedahls regi. Den mixades av Simon Nordberg.
Ljungström skrev själv alla texter på skivan, medan störstadelen av musiken komponerades av Heinz Liljedahl. Ljungström komponerade dock tre av skivans låtar på egen hand, och gjorde även musiken åt b-sidorna "Kvicksand" och "Dansar med en ängel".

## Mottagande
En apa som liknar dig fick ett något mer blandat mottagande än Ljungströms tidigare soloskivor. Bland de mest positiva recensionerna bör nämnas Göteborgs-Posten, som gav skivan näst högsta betyg (4/5) och skrev att "Det här är Olle Ljungströms femte soloäventyr. Och ett av de häftigaste." Även i GT fick skivan 4/5 i betyg. Karoline Eriksson i Svenska Dagbladet gav däremot det medels betyget 3/6, men ansåg ändå att "tre spår" på skivan var "briljanta."
Aftonbladet gav det medels betyget 3/5, och skrev att "Texterna är lika vassa och begåvat formulerade som vanligt, men saknar tyngden och svärtan från tidigare." På Dagensskiva.com fick skivan betyget 7/10. Dagens Nyheter skrev att skivan bjöd på "toppar och dalar" och att "ett par av låtarna borde inte ha släppts igenom," men betonade att skivan också hade låtar som var både "rörande och medryckande."

## Låtlista
Text: Olle Ljungström. Musik: Heinz Liljedahl, förutom spår 3, 9 och 12: Olle Ljungström.
1. "Kaffe och en cigarett" - 3:05
2. "En apa som liknar dig" - 4:09
3. "Du ska bli min" - 3:38
4. "Sthlm, Sthlm" - 3:40
5. "Jag och Sverige" - 3:21
6. "Vi är som gjorda för varann" - 2:40
7. "Ett la la lallande liv" - 3:18
8. "Vissa funktioner" - 4:57
9. "Fånga lyckan" - 2:52
10. "Med eller utan" - 3:30
11. "Nu är det jag som är kung" - 3:28
12. "Jag är ung och kåt" - 2:45

## Medverkande
- Olle Ljungström - sång
- Heinz Liljedahl - gitarr, piano, maraccas, kör, tamburin, orgel
- Jerker Odelholm - bas
- Andreas Dahlbäck - trummor, kör
- Simon Nordberg - programmering, keyboards, stråkmaskin, kör, mellotron
- Johan Vävare - synth, programmering
- Greta Folkesson - kör
- Mia Folkesson - kör

Stråkar spelade av:
- Malin Lörstad - violin
- Jeffrey Lee - violin
- Kerstin Thörn - violin
- Michele Wilcox - violin
- David Björkman - violin
- Frida Hallén - violin
- Claudia Bonfiglioli - violin
- Petter Axelsson - viola
- Jacob Ruthberg - viola
- Per Helders - cello
- Henrik Söderquist - cello
- Peter Forss - arrangör

## Listplaceringar
| Lista (2000) | Topplacering |
| ------------ | ------------ |
| Sverige      | 12           |

### Fotnoter
1. ↑  Göteborgs-Tidningen, 15 oktober 1999. Läst 17 april 2020.
2. ↑  https://www.discogs.com/artist/75666-Olle-Ljungström?page=1
3. ↑  Göteborgs-Posten, 9 augusti 1999: "Olle Ljungström i lugna vatten." Läst 12 oktober 2019.
4. 1 2  En apa som liknar dig (2000), texthäfte medföljande CD-skiva, s. 11.
5. ↑  En apa som liknar dig (2000), texthäfte medföljande CD-skiva, s. 11.
6. ↑  En apa som liknar dig (CD-singel, 2000), baksida på omslag.
7. ↑  Sthlm, Sthlm (CD-singel, 2000), baksida på omslag.
8. ↑  Göteborgs-Posten, 17 mars 2000. Läst 11 oktober 2019.
9. ↑  GT, 17 mars 2000, s. 86. Läst 12 april 2020.
10. ↑  https://www.svd.se/olle-ljungstrom-en-apa-som-liknar-dig Recension 16 mars 2000. Läst 3 dec. 2017.
11. ↑  Aftonbladet, 17 mars 2000. Läst 11 oktober 2019.
12. ↑  http://dagensskiva.com/2000/03/17/olle-ljungstrom-en-apa-som-liknar-dig/
13. ↑  Dagens Nyheter, 17 mars 2000, s. 62.
14. ↑  ”Hitparad”. http://hitparad.se/showitem.asp?interpret=Olle+Ljungstr%F6m&titel=En+apa+som+liknar+dig&cat=a. Läst 26 januari 2013.